# سلیمان خاطر
سلیمان محمد عبدالحمید خاطر سربازی مصری بود که در تاریخ ۱۳ مهر ۱۳۶۴ (برابر با ۵ اکتبر ۱۹۸۵) با تیراندازی به گردشگران اسرائیلی در راس برقه، واقع در سواحل شبه جزیره سینا هفت نفر از آنان شامل چهار کودک و دو زن و همچنین یک افسر پلیس مصری را کشت و چهار نفر دیگر از جمله دو کودک را زخمی کرد. او که به وسیلهٔ دولت مصر دستگیر شده بود و به حبس ابد محکوم شد.
وی بعدتر در زندان جان باخت. جسد او را در حالیکه به دار آویخته شده بود پیدا کردند. مقامات وقت، علت آن را خودکشی اعلام کردند ولی احتمال توطئه قتل او توسط دولت مصر هم مطرح است. با این حال در دانشگاه و شهر زادگاهش تظاهرات‌هایی برپا شد که منجر به دستور دادگاه برای تحقیقات شد.
در حالیکه دولتهای غربی و اسرائیل این عمل را تروریستی اعلام و خواستار محاکمه سلیمان خاطر بودند، او از حمایت وسیعی در بین مردم مصر و سراسر جهان عرب برخوردار شد. دولت جمهوری اسلامی ایران نیز به حمایت از اقدام او پرداخت و خیابانی در مرکز تهران را که پیشتر امیراتابک نام داشت به نام او گذاشت و تمبری به یادبود او چاپ کرد.